# Cantemir Bei
Cantemir Bei, cunoscut și sub numele de Han Temir, (în poloneză Kantymir Murza, poreclit Sabie sângeroasă; n. secolul al XVI-lea – d. 1637, Constantinopol, Imperiul Otoman) a fost un han al nogailor din Bugeac; el a format prin anul 1603 și a condus, ulterior, Hoarda Nogailor în ceea ce este acum sudul Republicii Moldova și colțul de sud-vest al Ucrainei (Bugeac), de-a lungul graniței cu România. 
Bugeacul este cel mai sud-vestic colț al stepei eurasiatice. Nominal vasal al Imperiului Otoman, otomanii l-au folosit pentru a exercita presiuni asupra polonezilor, la fel cum polonezii foloseau cazacii zaporojeni pentru a exercita presiuni asupra otomanilor și a tătarilor crimeeni. Obiceiul său de a acționa independent a provocat probleme. Otomanii au încercat de mai multe ori să-l mute spre est,departe de Polonia și în cele din urmă l-au executat. Cel mai important eveniment din viața sa a fost conflictul său cu hanul crimeean Mehmed al III-lea Giray în 1628.

## Familie
Se pare că a fost primul și cel mai mare conducător al Hoardei Bugeacului, care probabil s-a format odată cu preluarea puterii de către acesta. Este probabilă o legătură cu Cantemireștii din Moldova, dar nu poate fi stabilită cu exactitate. A fost asociat cu clanul Mansur, care stăpânea colțul nord-vestic al Crimeei și avea legături cu nomazii stepelor. Uneori este descris ca tătar crimeean, dar aceasta nu este precis. Originea sa poate fi trasată până la Edigu (mort în 1419) și fiul său Mansur, executat de Barak Han în 1427. Bunicul său a fost Divey-Mirza, capturat în bătălia de la Molodi și mort în captivitate rusească în jurul anului 1575. Tatăl său a fost Araslanay-Mirza, care s-a căsătorit cu o fiică a hanului Devlet I și a murit luptând pentru hanul Gazi al II-lea în Ungaria, în jurul anului 1595. A avut mai mulți fii care au fost uciși în timpul vieții sale.

## Biografie

### Înainte de Mehmed III
Informațiile despre viața sa timpurie și ascensiunea la putere sunt deficitare și necesită documentație suplimentară. 
În 1606, a condus o armată 10.000 de oameni într-o expediție de jaf în Podolia însă a fost înfrânt de hetmanul coroanei, Stanisław Żółkiewski, în Bătălia de la Udycz. 
În 1610, Janibek a devenit han al Crimeii iar Șahin Ghirai a fugit la Han Temir. Șahin a fost un războinic de succes până când otomanii l-au forțat să plece în 1614.
În iunie 1612, hanul Temir a condus o armată otomano-tătară în Moldova, unde a învins trupele conduse de generalul polonez Stefan Potocki și de domnitorul moldovean Constantin Movilă în Bătălia de la Cornul lui Sas. Tânărul domnitor moldovean a fost capturat dar a reușit să scape din captivitate, însă s-a înecat într-un râu în timpul fugii sale de tătarii. Perioada 1612-1617 necesită documentație suplimentară.
În 1617, sultanul otoman Ahmed I a trimis o armată către nord pentru a forța polonezii să limiteze incursiunile cazacilor în teritoriile otomane. În loc să lupte, părțile au încheiat Tratatul de la Busza, prin care au convenit să oprească raidurile supușilor lor cazaci și tătari. Cu toate acestea, cazaci și tătari au ignorat tratatul și au continuat raidurile în teritoriile celuilalt. În anul următor, Han-Temir și fiii săi au prădat Galiția, cazacii au atacat orașul portuar otoman Hadjibey (astăzi Odesa) iar ca răspuns sultanul otoman a trimis tătari crimeeni și pe Han-Temir să jefuiască Volânia (Bătălia de la Orynin (1618)). Anii următori au fost marcați de o serie de bătălii sângeroase purtate între polonezi și vasalii lor cazacli împotriva otomanilor și vasalii lor tătari.
În 1620, domnitorul Moldovei și-a schimbat alianța de la otomani la polonezi, ceea ce a dus la Războiul polono-otoman (1620-21). Polonezii au fost înfrânți în Bătălia de la Cecora (1620). Stanisław Żółkiewski a propus retragerea trupelor sale cu condiția ca Han Temir să fie ostatic până la granița poloneză. Han Temir a refuzat. În orice caz, s-a retras, iar armata sa a fost decimată de oamenii lui Han Temir, iar Zolkiewski a fost ucis. Apoi, budjacii au jefuit apoi regiunile învecinate. Primăvara următoare, au prădat din nou Galiția. În 1621, sultanul otoman Osman II a condus o mare armată spre nord, sprijinit de Han Temir și hanul crimeean Janibek. Bătălia de la Hotin (1621) care a urmat s-a încheiat fără un rezultat clar, cu pierderi grele de ambele părți. În timpul și după bătălie, Han Temir a continuat să jefuiască zonele înconjurătoare. Pentru serviciile sale, a fost numit guvernator al Eialetului Silistra de-a lungul coastelor Mării Negre. (În iulie 1623 a fost demis pentru raiduri neautorizate.) În timpul negocierilor pentru Tratatul de la Hotin din octombrie 1621, polonezii au cerut ca Han Temir să fie mutat departe de granița lor, lucru pe care otomanii nu aveau puterea să îl realizeze. Politicieni precum Mere Hüseyin Pașa doreau ca Han Temir să fie înlăturat din cale.
În 1621, sultanul otoman Osman al II-lea a condus o armată numeroasă spre nord, sprijinit de Han Temir și de hanul crimeean Janibek. Bătălia de la Hotin (1621) care a urmat s-a încheiat fără un rezultat clar, cu pierderi grele de ambele părți. În timpul și după bătălie, Han Temir a continuat să jefuiască zonele înconjurătoare. Pentru serviciile sale, a fost numit guvernator al Eyaletului Silistra de-a lungul coastei Mării Negre. (În iulie 1623 a fost destituit din cauza unor jafuri neautorizate.) În timpul negocierilor pentru Tratatul de la Hotin, în jurul lunii octombrie 1621, polonezii au cerut ca Han Temir să fie îndepărtat de granița lor, lucru pe care otomanii nu aveau puterea să îl realizeze. Oameni politici precum Mere Hüseyin Pașa doreau ca Han Temir să fie eliminat din scena politică.

### Subdomnia luiMehmed III
În 1623, Mehmed III Giray a devenit han al Crimeii. Prima sa sarcină a fost să mute pe Han Temir de la granița poloneză pentru a opri raidurile personale ale acestuia, în urma tratatului de pace otomano-polon. A condus armata crimeeană spre vest și într-un fel l-a convins pe Han Temir să se mute spre est, la râul Syut-Su. În 1624, odată cu încercarea otomanilor de a-l îndepărta pe Mehmed din funcție, Han Temir s-a reîntors în Bugeac.
În 1624 a condus un raid în teritoriul polonez și a fost înfrânt în Bătălia de la Martynów de către Stanisław Koniecpolski.
În 1624 sau 1625, Șahin Giray a condus o armată crimeeană spre est pentru a-l aduce sub control pe Han Temir. Nobilii lui Temir l-au convins că poziția lor era insustenabilă, astfel că Horda Budjak s-a reîntors spre est pentru a doua oară, după ce au ars tot ceea ce nu puteau lua cu ei.
Începând din ianuarie 1626, o armată crimeeano-budjakă a prădat aproximativ 200 de sate în Volânia și Galiția și s-a retras înainte ca Koniecpolski și Stefan Chmielecki să poată aduce trupele în zonă. Mai târziu, Han Temir a raidat Podolia. În începutul anului 1627, hanul Mehmed a condus 10.000 de crimeeni și budjaci spre est pentru a rezolva problema Besleney care nu mai plăteau tributul. Șahin Giray și Han Temir au rămas în Crimeea. În munți, Mehmed l-a întâlnit pe socru său circassian. Pe măsură ce pleca, câțiva mirzați budjaci s-au strecurat și l-au ucis pe socru lui Mehmed, care în 1622 omorâse un unchi al lui Han Temir. Mehmed a presupus că acest lucru nu s-ar fi putut întâmpla fără consimțământul lui Han Temir, așa că a trimis un mesager la Șahin cu ordinul de a-l aresta pe Han Temir. Han Temir a aflat de acest lucru și a fugit în stepă. Șahin a adunat rudele lui Temir și a amenințat că le va ucide dacă Temir nu se întoarce. Acesta a refuzat, iar amenințarea a fost pusă în aplicare. Mehmed și Șahin Ghirai aveau acum un dușman periculos. Han Temir și-a oferit serviciile otomanilor.
În 1628, otomanii au încercat din nou să-l înlăture pe Mehmed, acum cu ajutorul lui Han Temir. În primăvară, Șahin a făcut un atac preventiv asupra lui Han Temir. Retras în Delta Dunării, hanul Temir a reușit să atragă armata lui Shahin în pădure, unde a decimat-o. Doar Shahin și câțiva prieteni au reușit să scape.
La începutul lunii mai, Șahin a ajuns în Crimeea, urmat de Han Temir. Șahin și Mehmed au fugit la vechea cetate Chufut-Kale, pe care Han Temir a asediat-o. Patru săptămâni mai târziu, 4.000 de cazaci zaporojeni sub conducerea lui Mykhailo Doroshenko au invadat peninsula. Inițial, Han Temir a crezut că ei doar jefuiesc, dar a fost repede contrazis. Pe 31 mai a fost înfrânt de cazaci pe râul Alma.
Han Temir a fugit la Kaffa. Având o scrisoare de la sultan prin care oficialii otomani erau îndrumați să-l ajute, porțile Kaffei i-au fost deschise. În curând, locul s-a umplut de războinici budjaci, familiile lor, iurte, căruțe și vite. Mehmed a asediat Kaffa. Han Temir a atacat, a fost învins și cu greu a reușit să treacă din nou porțile cetății. Fiul său a fost capturat și executat. Forțele crimeene au capturat războinicii budjaci care nu ajunseseră la Kaffa. Mai târziu galerele otomane au debarcat la Kaffa, iar Mehmed, părăsit de oamenii săi, a fugit la cazaci.

### Dupădomnia luiMehmed III
Odată cu plecarea lui Mehmed, Canibek Giray (Janibek) a devenit han pentru a doua oară în 1628, având sprijinul lui Han Temir. La sfârșitul anului 1628, Mehmed a încercat să-și recupereze tronul, dar a fost abandonat de aliații săi cazaci în timp ce Han Temir păzea intrarea în Crimeea la Perekop. În 1629, Mehmed a mai încercat o dată, dar a fost învins și ucis de oamenii lui Han Temir.
În 1628, Han Temir l-a atacat pe liderii clanului Șirin. Acest lucru a stârnit atât de multă ostilitate încât el a considerat că este mai bine să se întoarcă în Budjak. Janibek a fost bucuros să-l vadă plecând. În toamna anului 1629, kalga Devlet Giray și Han Temir au atacat Galiția ca răzbunare pentru sprijinul polonez acordat lui Mehmed. Au fost înfrânți de Stefan Chmielecki și au pierdut jumătate din oameni. Perioada 1629-1633 necesită o documentare suplimentară.
În 1633 a izbucnit Războiul polono-otoman (1633-1634). În iunie, aproximativ 1000 de budjaci au jefuit Podolia retrăgându-se apoi în Moldova cu prada lor. Acolo, trupele conduse de Koniecpolski i-au învins, iar ginerele lui Han Temir a fost capturat. În septembrie, comandantul otoman a marșat spre nord cu o mare parte din horda Budjak sub conducerea lui Han Temir. În octombrie a avut loc o bătălie pe care polonezii au câștigat-o. 
În 1634, s-a încheiat Războiul Smolensk dintre Rusia și Polonia, ceea ce a eliberat trupele poloneze. Sultanul nu a fost niciodată mulțumit de acest război, care a fost inițiat în mare parte de un guvernator local. S-a încheiat pacea și otomanii au promis să înlăture horda Budjak. În Vara anului 1634, hanul Janibek a adunat o armată pe Nipru pentru a îndeplini această sarcină, însă sultanul și-a schimbat părerea și i-a ordonat lui Janibek să atace Persia.
În 1635, hanul Janibek a fost înlocuit cu Inayet. În 1636, acesta a primit ordinul să atace Persia. Neputând să-și facă nobilii să-i asculte ordinele, el se aștepta ca otomanii să-l înlăture. El presupunea că Han Temir ar ataca dinspre nord și că otomanii ar veni pe mare la Kaffa. În mod îndrăzneț, a hotărât să reziste. A cucerit Kaffa prin surprindere și, în ianuarie 1637, a condus o armată numeroasă spre Bugeac. Han Temir era în minoritate numerică, așa că le-a spus oamenilor săi să facă cea mai bună înțelegere posibilă și a fugit spre sud, la otomanii din Chilia, unde și-a depozitat comorile, apoi spre Istanbul. Inayet și-a trimis fratele spre sud pentru a recupera bogățiile, după care a condus din nou hoarda Budjak spre est, pentru a treia oară. La trecerea Niprului, oamenii săi s-au revoltat, i-au ucis frații și s-au întors în Bugeac.
În iunie 1637, o flotă otomană a sosit la Kaffa, iar Inayet a decis să se predea și să meargă la Istanbul. La 1 iulie 1637, atât Inayet, cât și Khan Temir, au apărut în fața sultanului. Inayet a fost arestat și strangulat. Han Temir a fost exilat ca guvernator într-o provincie din Anatolia. Acompaniat la Istanbul de fiul său cel mai mic, Han Temir a avut nenorocul ca tânărul să ucidă pe cineva într-o încăierare. Otomanii l-au decapitat și i-au trimis trupul fără cap lui Han Temir. Neputând să-și stăpânească indignarea, Han Temir a folosit cuvinte dure la adresa sultanului. Drept urmare, otomanii au trimis oameni la locuința sa și l-au strangulat, omorându-l pe 10 iulie 1637.